# Gökçe Ulusoy
Gökçe İrem Ulusoy est une ancienne joueuse de volley-ball turque née le 6 septembre 1988. Elle mesure 1,95 m et jouait au poste d'attaquante. 

## Clubs
| Club                    | De        | À         |
| ----------------------- | --------- | --------- |
| İller Bankası Ankara    | 2007-2008 | 2007-2008 |
| Tarımspor Ankara        | 2008-2009 | 2008-2009 |
| Dicle Üniversitesi      | 2009-2010 | 2009-2010 |
| Emlak TOKİ Ankara       | 2010-2011 | 2010-2011 |
| İdmanocağı Spor Kulübü  | 2011-2011 | 2011-2011 |
| Maltepe Yalı Spor       | 2012-2013 | 2012-2013 |
| Anemon Hotels           | jan 2013  | avr 2013  |
| Ataşehir Belediye       | 2013-2014 | 2013-2014 |
| Karayolları Spor Kulübü | 2014-2015 | 2014-2015 |
| Manisa BBSK             | 2015-2015 | 2015-2016 |
| Kazan Belediye          | 2016-2017 | 2016-2017 |